# Comune urbano di Panevėžys
Il comune urbano di Panevėžys è uno dei 60 comuni della Lituania, situato nella regione della Dzūkija.